# Ken'ichi Enomoto
Ken'ichi Enomoto (榎本 健一, Enomoto Ken’ichi) né le 11 octobre 1904 et mort le 7 janvier 1970, est un acteur, humoriste et chanteur japonais, surtout connu par son nom de scène Enoken (エノケン).
Important innovateur à l'époque de son apogée, les spectacles sur scène d'Enoken, ses apparitions à la radio et ses rôles au cinéma sont une influence majeure dans le théâtre de Tokyo d'avant la Seconde Guerre mondiale et un catalyseur pour la renaissance de la comédie au Japon dans la période d'après-guerre.

## Biographie
Né dans le quartier Aoyama de Tokyo fils de propriétaires d'un magasin de biscuits de riz salés, Enomoto tombe sous le charme des étoiles de l'Opéra Asakusa que sont Taya Rikizo et Yoshie Fujiwara et en 1922 fait ses débuts sur scène à l'âge de 18 ans comme membre d'une chœur du théâtre Asakusa Kinryukan. L'année suivante, le séisme de 1923 de Kantō porte un coup sévère au monde de l'opéra à Tokyo, époque à laquelle Enomoto passe au répertoire comique. Il joue des petits rôles dans diverses productions de comédie et retourne sur scène à Asakusa en 1929 dans le cadre de la troupe Casino Folies. Il crée sa propre troupe l'année suivante, l'Enoken Gekidan, qui va l'établir fermement comme une figure de premier plan dans les milieux théâtraux de Tokyo. En 1934, il est en vedette dans le film Enoken no seishun suikoden (« Conte de la folie de jeunesse d'Enoken ») et il gagne une popularité nationale. Sa carrière cinématographique ultérieure le voit parodier une succession de personnages historiques japonais dont Kondō Isami et Sakamoto Ryōma dans une série de films jidai-geki (drames historiques) et chanbara (drames de samouraï), dont quelques-uns réalisés  par Kajirō Yamamoto, Nobuo Nakagawa et Akira Kurosawa.
Enomoto est atteint de nécrose à la jambe droite dans les années 1950 qui nécessite l'amputation, réduisant sa carrière sur scène et à l'écran. Il fait cependant un retour mythique au théâtre Shinjuku Koma (1963) en portant une jambe artificielle. Mort en 1970, il est inhumé au temple Hase à Nishi-Azabu dans l'arrondissement de Minato à Tokyo. Sur sa pierre tombale est inscrit : « Le Roi de la comédie ».
Ken'ichi Enomoto a tourné dans près de 140 films entre 1927 et 1969.

## Filmographie partielle

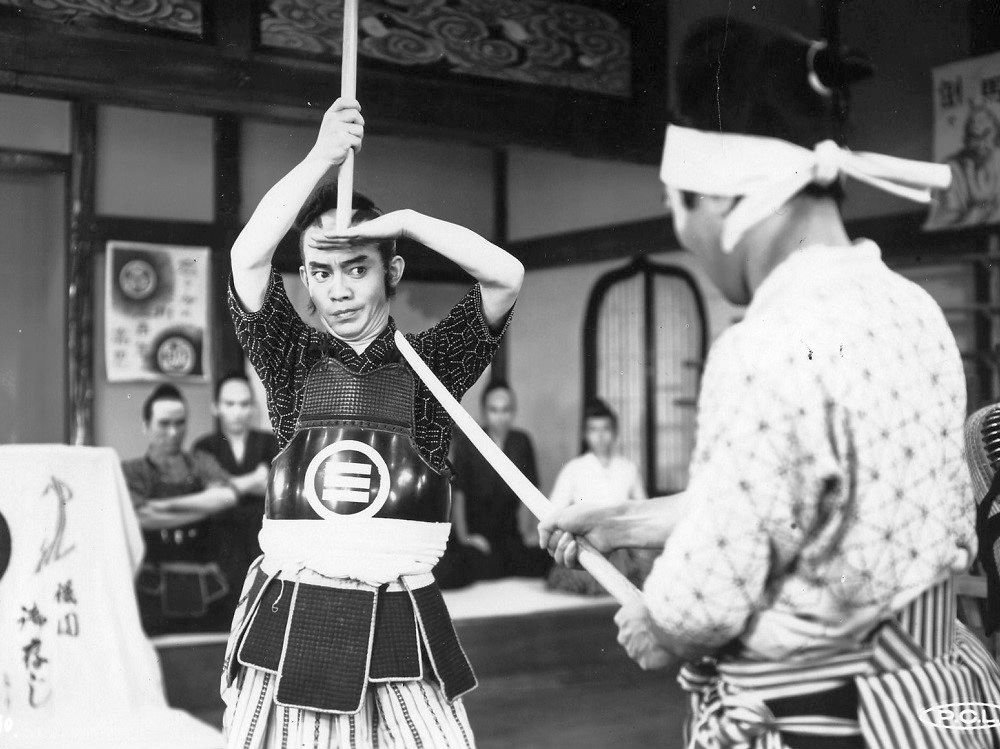
Ken'ichi Enomoto dans Isami Kondō vu par Enoken (1935).

- 1934 : La Jeunesse accomplie d'Enoken (エノケンの青春酔虎伝, Enoken no seishun suikoden?) de Kajirō Yamamoto
- 1935 : Isami Kondō vu par Enoken (エノケンの近藤勇, Enoken no Kondō Isami?) de Kajirō Yamamoto
- 1936 : Enoken le millionnaire I (エノケンの千万長者, Enoken no senman chōja?) de Kajirō Yamamoto
- 1936 : Enoken le millionnaire II (続エノケンの千万長者, Zoku Enoken no senman chōja?) de Kajirō Yamamoto
- 1937 : Enoken pickpocket I (エノケンのちゃっきり金太 前篇, Enoken no chakkiri Kinta: Zenpen?) de Kajirō Yamamoto
- 1937 : Enoken pickpocket II (エノケンのちゃっきり金太 後篇, Enoken no chakkiri Kinta: Kōhen?) de Kajirō Yamamoto
- 1938 : La Vie étonnante d'Enoken (エノケンのびっくり人生, Enoken no bikkuri jinsei?) de Kajirō Yamamoto
- 1939 : L'Époque solide d'Enoken (エノケンのがっちり時代, Enoken no gatchiri jidai?) de Kajirō Yamamoto
- 1939 : Enoken no mori no Ishimatsu (エノケンの森の石松?) de Nobuo Nakagawa
- 1939 : Enoken no ganbari senjutsu (エノケンの頑張り戦術?) de Nobuo Nakagawa
- 1939 : Enoken no yajikita (エノケンの弥次喜多?) de Nobuo Nakagawa
- 1940 : Enoken no homare no dohyōiri (エノケンの誉れの土俵入?) de Nobuo Nakagawa
- 1940 : Enoken no wanwan taishō (エノケンのワンワン大将?) de Nobuo Nakagawa
- 1940 : Enoken joue Kinta Zangiri (エノケンのざんぎり金太, Enoken no Zangiri Kinta?) de Kajirō Yamamoto
- 1944 : Sanjaku Sagohei (三尺左吾平?) de Tamizō Ishida
- 1945 : Les Hommes qui marchèrent sur la queue du tigre (虎の尾を踏む男達, Tora no o o fumu otokotachi?) d'Akira Kurosawa : le porteur
- 1948 : Enoken no hōmu ran ō (エノケンのホームラン王?) de Kunio Watanabe
- 1948 : Utau Enoken torimonochou (歌ふエノケン捕物帖?) de Kunio Watanabe
- 1949 : L'Odyssée de Tobisuke Enoken (エノケンのとび助冒険旅行, Enoken no Tobisuke bōken ryokō?) de Nobuo Nakagawa
- 1949 : Enoken Kasagi no Osome Hisamatsu (エノケン・笠置のお染久松?) de Kunio Watanabe
- 1950 : Tokyo Kid (東京キッド?) de Torajirō Saitō : le diseur de bonne aventure
- 1950 : Enoken no sokonuke dai hōsō (エノケンの底抜け大放送?) de Kunio Watanabe
- 1950 : Enoken no happyakuya-danuki ōabare (エノケンの八百八狸大暴れ?) de Kunio Watanabe
- 1950 : Enoken no ten ichibō (エノケンの天一坊?) de Kunio Watanabe
- 1959 : La Naissance du Japon (日本誕生, Nippon tanjō?) de Hiroshi Inagaki
- 1960 : Tempête sur le Pacifique (ハワイ・ミッドウェイ大海空戦 太平洋の嵐, Hawai Middouei daikaikusen: Taiheiyo no arashi?) de Shūe Matsubayashi
- 1965 : Hana no o Edo no hōkai bō (花のお江戸の法界坊?) de Seiji Hisamatsu
- 1969 : Hibari: Hashi no hana to kenka (ひばり・橋の花と喧嘩?) de Yoshitarō Nomura